# Danube (Minnesota)
Danube es una ciudad ubicada en el condado de Renville en el estado estadounidense de Minnesota. En el Censo de 2010 tenía una población de 505 habitantes y una densidad poblacional de 415,74 personas por km².

## Geografía
Danube se encuentra ubicada en las coordenadas 44°47′28″N 95°6′12″O / 44.79111, -95.10333. Según la Oficina del Censo de los Estados Unidos, Danube tiene una superficie total de 1.21 km², de la cual 1.21 km² corresponden a tierra firme y (0%) 0 km² es agua.

## Demografía
Según el censo de 2010, había 505 personas residiendo en Danube. La densidad de población era de 415,74 hab./km². De los 505 habitantes, Danube estaba compuesto por el 97.43% blancos, el 1.19% eran afroamericanos, el 0% eran amerindios, el 0.2% eran asiáticos, el 0% eran isleños del Pacífico, el 0.2% eran de otras razas y el 0.99% pertenecían a dos o más razas. Del total de la población el 6.73% eran hispanos o latinos de cualquier raza.